# Johan Leysen
Johan Leysen   (Hasselt, 19 de febrer de 1950 - Gant, 30 de març de 2023)  va ser un actor belga. Va aparèixer en més de 130 pel·lícules i sèries de televisió des de 1977.
Va protagonitzar la pel·lícula De grens, que es va projectar a la secció Un certain regard al 37è Festival Internacional de Cinema de Canes. El 1998 va guanyar la Vedella d'Or al millor actor pel seu paper a la pel·lícula Felice...Felice....

## Filmografia

### Cinema
- 1982. Le Lit
- 1984. Frontières
- 1985. De prooi
- 1985. Et saludo, Maria
- 1985. Parfait amour
- 1987. Macbeth de Claude d'Anna
- 1988. Le Maître de musique
- 1988. L'Oeuvre au noir
- 1991. Eline Vere
- 1992. Xangadix
- 1992. Daens
- 1993. Sur la Terre comme au ciel
- 1993. L'Ordre du jour
- 1993. Swing Kids
- 1993. Hoffman's honger
- 1993. Trahir
- 1994. La Reine Margot
- 1995. Coup de lune
- 1996. Tykho Moon
- 1996. True Blue
- 1996. Un samedi sur la Terre
- 1997. Le Joueur
- 1998. Felice… Felice…
- 1998. Train de vie
- 1998. L'Inconnu de Strasbourg
- 1998. El comissari europeu
- 1999. Nag la bombe
- 2000. Faites comme si je n'étais pas là
- 2000. Le roi danse
- 2000. Princesses
- 2000. Le Pique-nique de Lulu Kreutz
- 2000. Missing Link
- 2001. Lisa
- 2001. El pacte dels llops
- 2001. Les Âmes fortes
- 2002. Tattoo
- 2002. Les Proies
- 2002. La Sirène rouge
- 2003. Schussangst
- 2003. Grimm
- 2005. Miss Montigny
- 2005. Gli occhi dell’altro
- 2005. Een ander zijn geluk
- 2006. Le Lièvre de Vatanen
- 2007. 'Été indien
- 2008. Élève libre
- 2008. Zomerhitte
- 2009. Sœur Sourire
- 2010. The American, com a Pavel, el misteriós manipulador de Jack, l'assassí interpretat per George Clooney.[5]
- 2011. Requiem pour une tueuse
- 2011. Jeanne captive
- 2013. Photo
- 2013. Jove i bonica
- 2013. Cadences obstinées
- 2015. El Nou Nou Testament
- 2015. Gluckauf
- 2015. La Volante
- 2016. Louis-Ferdinand Céline
- 2016. Souvenir
- 2017. Tueurs
- 2017. Façades
- 2018. L'última bogeria de Claire Darling
- 2018. Seule à mon mariage
- 2019. A Hidden Life
- 2022. Pink moon, una comèdia negra en la qual el personatge de Leysen comunica a la seva família la decisió de morir per eutanàsia.[6]
- 2023. Temps mort

### Televisió
- 1982. Les Enquêtes du commissaire Maigret (sèrie de televisió)
- 1985. Les Cinq Dernières Minutes (sèrie de televisió)
- 1992. Maigret (sèrie de televisió)
- 1994. Abus de confiance
- 1994. La Rage au cœur
- 1995. Je voudrais descendir
- 1995. Jules et Jim
- 1996. Les Steenfort, maîtres de l'orge
- 1996. Les Feux de la Saint-Jean
- 1997. Madame le Consul (sèrie de televisió)
- 1999. Le Destin des Steenfort (mini sèrie de televisió)
- 2000. B.R.I.G.A.D. (sèrie de televisió)
- 2000 : Piège en haute sphère
- 2001. De negen dagen van de gier (série télévisée)
- 2002. Tatort (sèrie de televisió)
- 2002. L'Enfant des lumières
- 2003. Retour à Locmaria
- 2003. Les Thibault (mini sèrie de televisió)
- 2003. De soie et de cendre
- 2004. Boulevard du Palais (sèrie de televisió)
- 2005. Clara Sheller (sèrie de televisió)
- 2006. La Dérive des continents
- 2008. L'empereur du goût
- 2010. Un lieu incertain
- 2011. Goldman
- 2012. The Spiral (sèrie de televisió)
- 2012. Engrenages (sèrie de televisió)
- 2014. The Missing (sèrie de televisió)
- 2015-2017. Vechtershart (sèrie de televisió)
- 2018. Ik Weet Wie Je Bent (sèrie de televisió)
- 2021 Lockdown (sèrie de televisió)
- 2022. Pandora (sèrie de televisió)

## Teatre
- 2009. Philoctète
- 2013. Lear is in Town de Frédéric Boyer i Olivier Cadiot al Festival d'Avinyó.
- 2018. La Reprise de Milo Rau al Festival d'Avinyó.